# Kurr (Einheit)
Das Kurr war ursprünglich eine babylonische Masseneinheit (Gewichtsmaß). Es wurden auch Flüssigkeiten nach diesem Maß gewogen.
- Irak: 1 Kurr = 30 Kāra = 60 Qafīz = 4800 Makkūk
- Bagdad und Kufa 10. Jahrhundert: 1 Kurr (großes/vollmäßiges) = 60 Qafīz = 4800 Makkūk = 14000 Kailağa = 8640000 Dirham = 2700 Kilogramm (Weizengewicht)
- Wasit und Basra: 1 Kurr = 120 Qafīz =480 Makkūk = 7200 Raṭl = 921600 Dirham = 2880 Kilogramm
- 1 Kurr (genormter/ausgeglichener) = 1 Kurr al-mu addal = 60 Qafīz = 1500 Raṭl (Bagdaer) = 609,375 Kilogramm Weizen
- 1 Kurr (großes) = 60 Qafīz = 480 Makkūk = 1440 Kailağa
  - Weizen: 1 Kurr = 2925 Kilogramm
  - Gerste, Kichererbsen, Linsen: 1 Kurr = 2437,5 Kilogramm
  - Reis: 1 Kurr = 3656,25 Kilogramm
  - Als Mittelwert aus den drei obigen Werten wird 2,9 Tonnen oder 36 Hektoliter für das Bagdaer Kurr angenommen.

## Als Volumenmaß
- 1/600 Kurr = 1 Ašīr ≈ 6 Liter
- Persien im 18. Jahrhundert: 1 Kurr = 1200 Ratl = 1560000 Dirham = 4875 Liter
- Chuzestan:
  - Weizen 1 Kurr = 1250 Männ = 1015,6 Kilogramm (etwa 12 Hektoliter)
  - Gerste 1 Kurr = 1000 Männ = 812,5 Kilogramm (etwa 12 Hektoliter)